# うたえちびっこ!ガッテンだ!
『うたえちびっこ!ガッテンだ!』は、1969年（昭和44年）12月14日から1970年（昭和45年）3月15日までTBS系列局で放送されていた朝日放送製作の歌謡番組である。全14回。モノクロ放送。日清食品の一社提供。放送時間は毎週日曜 12:15 - 12:45 （日本標準時）。

## 概要
児童を対象にした視聴者参加型番組。内容は、同じく日清食品の提供で放送されていた『ちびっこのどじまん』（フジテレビ）に準じたものとなっていた。司会は、『ちびっこのどじまん』のレギュラー審査員であった阿部進が務めていた。
本番組オリジナルのルールとして、審査員たちが参加児童への採点結果発表をする前に、同伴している親がそれを予想するというものがあった。この予想が当たると、参加者一家に「ガッテン賞」が贈られた。

## 審査員
- キダ・タロー
- 宮城千賀子
- ナジア・アリ
- 川崎のぼる
- このほか、毎回1人のゲストが審査に加わっていた。